# 唐括辩
唐括辩（？—1150年），本名斡骨剌，女真人，唐括氏。金朝大臣，完颜亮时尚书右丞相。

## 生平
唐括辩是彰德军节度使唐括重国之子。金熙宗时，娶熙宗女代国公主，为驸马都尉。官至参知政事。皇统八年（1148）被罢，次年，复为尚书左丞。因为奉职不谨，为护卫将军特思告发，被杖逐，降为会宁（今黑龙江省阿城）牧。熙宗晚年，喜怒无常，大肆诛杀，朝臣人人自危。皇统九年（1149年），与右丞相完颜秉德、领三省事完颜亮谋废立。十二月初九日，乘代国公主为其母悼后作佛事，居寺中之机。等到晚上，完颜亮、秉德等众人齐聚于唐括辩家，唐括辩设宴招待，因为毕竟马上要刺杀皇帝，所以大家心中惊惧，面色惶然都吃不下去，只有唐括辩与往日一样神情自若，入宫谋杀熙宗于寝殿。
完颜亮即位，授唐括辩为尚书右丞相兼中书令。封王，赐铁券。天德二年（1150年）二月，进左丞相。唐括辩为人残忍狠毒，为完颜亮猜忌，同年四月以他与完颜宗本一起谋反，将他杀害。

## 延伸阅读
[在维基数据编辑]
 《金史·卷132》，出自脱脱《遼史》